# Emperor of Sand
Emperor of Sand è il settimo album in studio del gruppo metal statunitense Mastodon, pubblicato nel 2017 dalla Reprise Records.

## Tracce
1. Sultan's Curse – 4:09
2. Show Yourself – 3:03
3. Precious Stones – 3:46
4. Steambreather – 5:03
5. Roots Remain – 6:28
6. Word to the Wise – 4:00
7. Ancient Kingdom – 4:54
8. Clandestiny – 4:28
9. Andromeda – 4:05 – featuring Kevin Sharp (voce)
10. Scorpion Breath – 3:19 – featuring Scott Kelly (voce)
11. Jaguar God – 7:56 – featuring Mike Keneally (tastiere)

## Formazione
- Brann Dailor – batteria, voce, cori, basso (intro di Jaguar God)
- Brent Hinds – chitarra solista, voce, cori
- Bill Kelliher – chitarra ritmica, chitarra sintetizzata (Clandestiny)
- Troy Sanders – basso, voce, cori